# Duimpiano

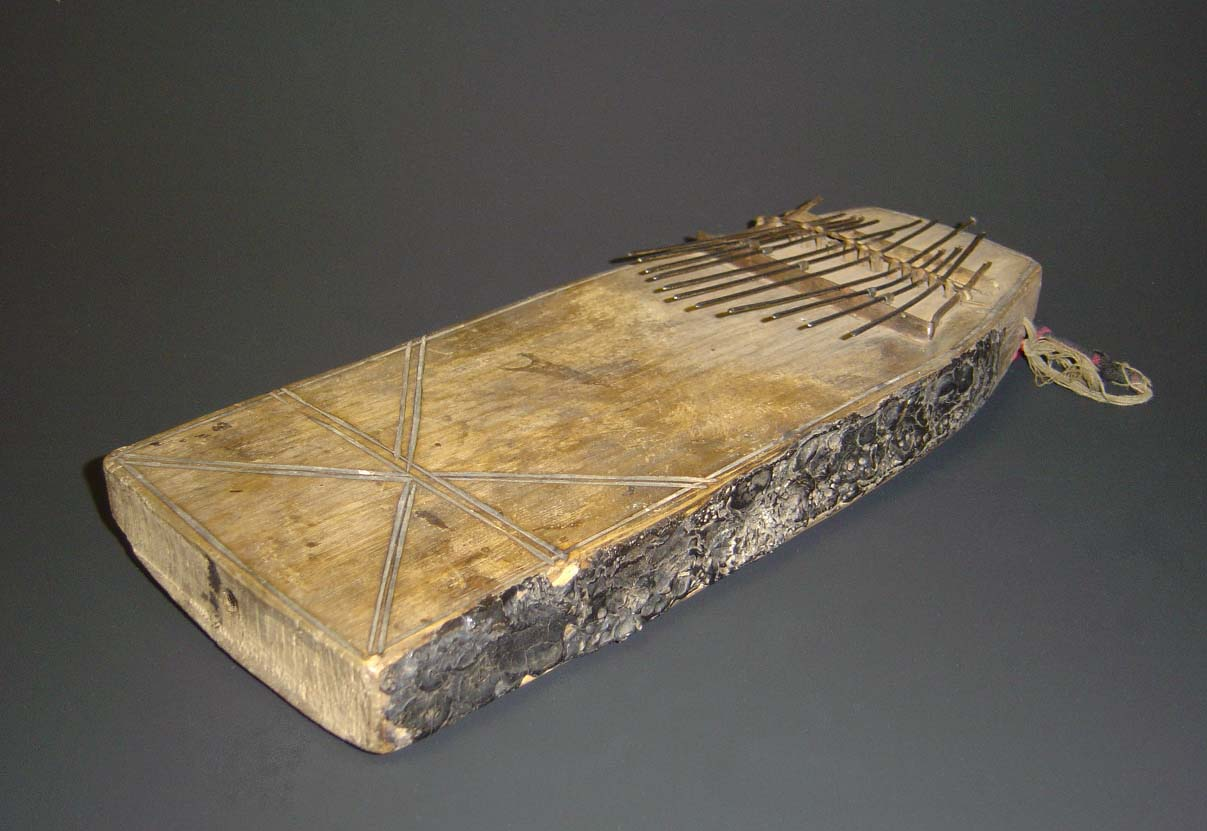
Duimpiano

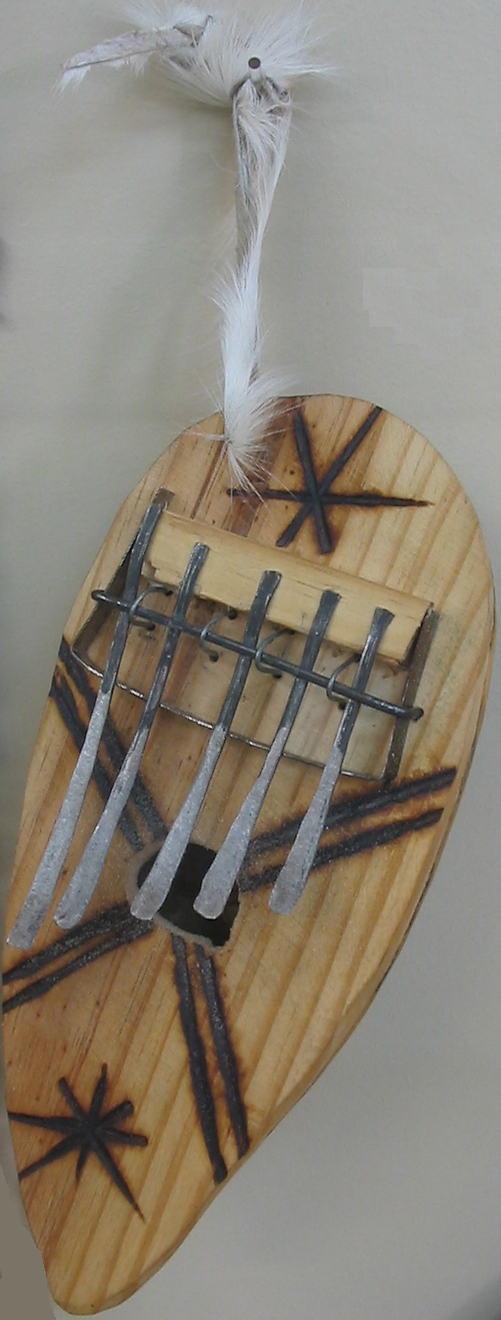
Kalimba

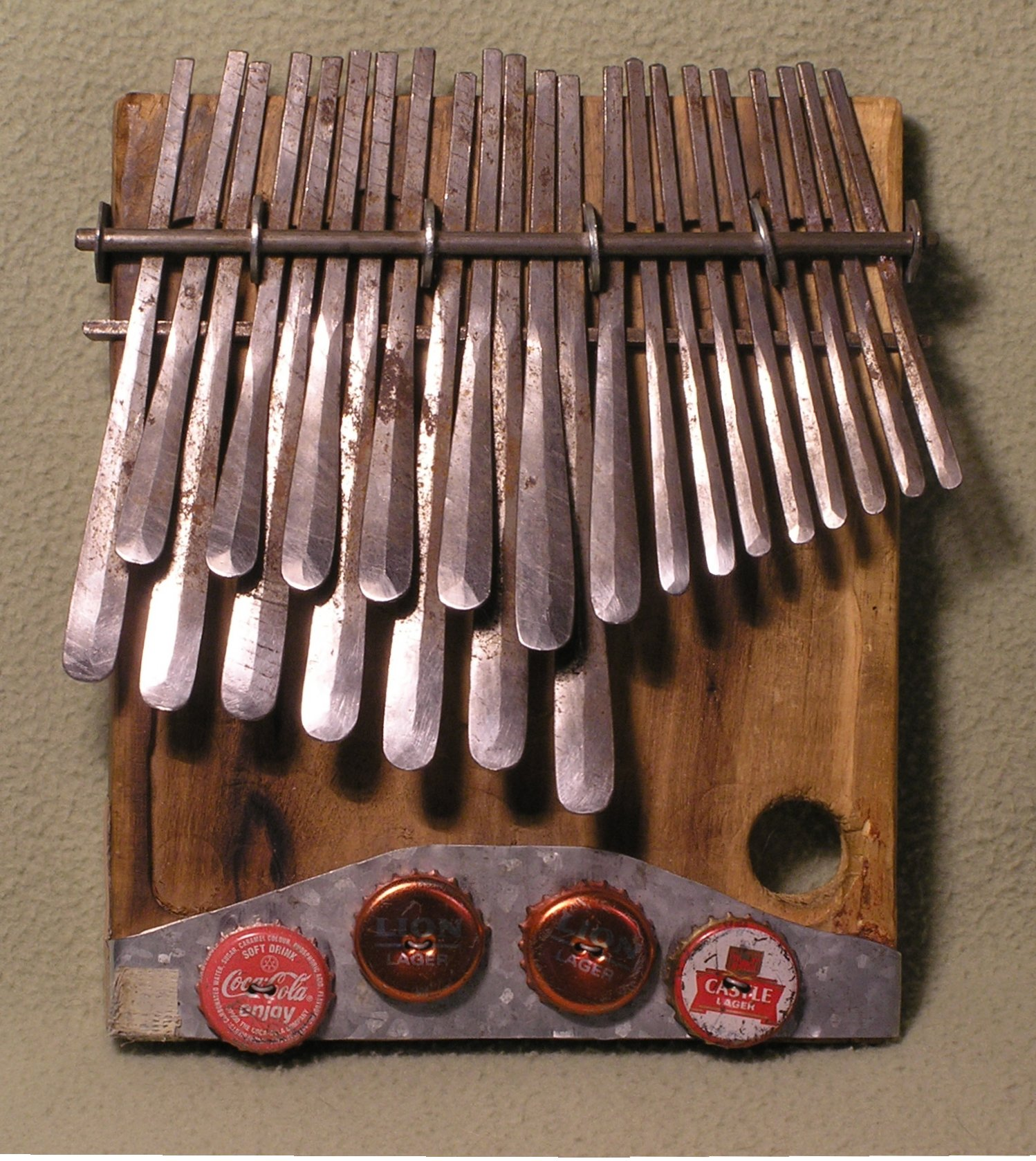
Mbira Dzavadzimu

Een duimpiano is een muziekinstrument dat behoort tot de categorie lamellofonen van de idiofonen. Het instrument wordt veel gebruikt in Centraal-Afrika. De tonen worden voortgebracht door het met de duimen aantokkelen van metalen tongetjes die op een klankkast zijn gemonteerd, vandaar de naam "duimpiano".
De Surinaamse benaming is papai-benta en Afrikaanse benamingen zijn onder meer mbira, likembe, kalimba, tshisaji, ikembe, kasayi, sansa en akadongo k’abaluru. Bij de Shona heeft de duimpiano, die daar mbira heet, een belangrijke culturele betekenis.
De Cubaanse marimbula is een soort baskalimba.
Een bekende duimpianospeler was Maurice White (Earth, Wind and Fire). White noemde zijn productiemaatschappij Kalimba,naar de gelijknamige duimpiano.

## Bouw
De duimpiano bestaat uit een reeks meestal ijzeren tongen (lamellen) die met de vingers aan het trillen worden gebracht. Deze tongetjes worden op de klankkast gemonteerd. Voor de metalen tongetjes worden bij gebrek aan geschikt materiaal dikwijls stelen van lepels of platgeslagen spaken van een fietswiel gebruikt. Hun aantal varieert tussen 8 en 24. De tongen worden in twee groepen verdeeld, waarbij elke hand ongeveer over de gehele ambitus beschikt; de gebruikte tonen worden namelijk niet in één reeks van stijgende toonhoogtes gezet, maar in twee min of meer parallelle groepen verdeeld. De tongen worden vastgezet door drie dwarsliggende kammen, waarvan de buitenste twee draagvlakken zijn en de middelste de lamellen neerwaarts duwt en zo klem zet. Een ander bijdragend klankelement zijn de ringetjes die tussen de kammen rond de tongen worden aangebracht.
Naargelang de gebruikte toonladder wordt het klinkende gedeelte van de tongen langer of korter gemaakt om een andere toonhoogte te verkrijgen. Meestal wordt een anhemitonische pentatonische toonladder gebruikt. Deze varieert van uitvoerder tot uitvoerder. Sommige instrumenten hebben verscheidene rijen lamellen.
De klankkast kan nogal variëren qua vorm en materiaal: een uitgehold rechthoekig blok, een uitgeholde kalebas of zelfs het schild van een schildpad. Veelgebruikt is een 15 tot 20 centimeter stuk halfrond bamboe dat aan de kopse einden met halfronde stukjes hout wordt afgesloten. Ook klankkasten van hout komen voor. Daarnaast wordt als resonator wel een halve kalebas gebruikt waar het instrument in wordt geplaatst. Vaak worden in de klankkast enkele klankgaten aangebracht, die bij afdekking ervan het timbre van het instrument kunnen wijzigen.

## Gebruik
De liederen, begeleid door de duimpiano, zijn ofwel gezongen verhalen met onderhoudend karakter, lofzangen over autoriteiten ofwel uitingen van persoonlijke gevoelens. Ook wel worden historische en traditionele thema’s bezongen.
Melodisch gezien verdubbelt de duimpiano de zanglijn, maar deze kan ook als imitatie van de melodie optreden. Er is ook steeds een instrumentaal voor-, tussen- en naspel zonder zang.

## Elektrische duimpiano
Er bestaan ook elektrische varianten van de duimpiano. De klankkast is dan net als bij een gitaar vervangen door een pick-up om de klank te versterken.
- zie ook Guitaret.